# Aminomonas paucivorans
Aminomonas paucivorans è una specie di batterio appartenente alla famiglia delle Syntrophomonadaceae.